# Josef Götz (Mediziner)
Josef Götz (* 6. März 1774 in Wien; † 3. Juni 1839 in Ischl) war ein österreichischer Salinen- und Badearzt. Gemeinsam mit dem Hofarzt Franz Wirer begründete er 1822 den Kurbetrieb im heutigen Bad Ischl.

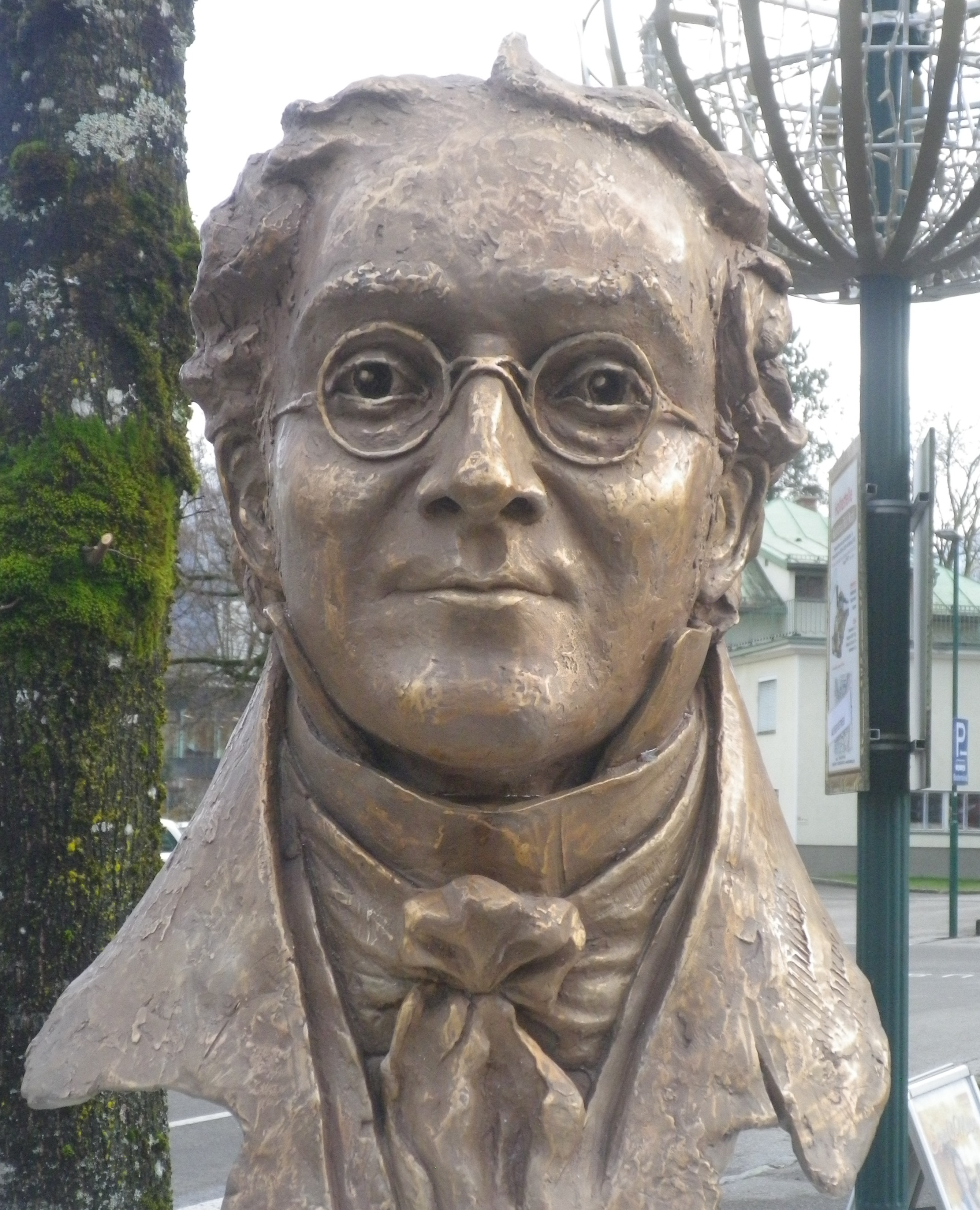
Bronzebüste von Josef Götz in Bad Ischl, enthüllt im November 2022 zum 200-Jahr-Jubiläum des Kurbetriebes; künstlerische Gestaltung: Christine Perseis.

## Leben
Zu Josef Götz’ frühem Leben (Herkunft aus bescheidenen Verhältnissen, Medizinstudium mit Hilfe von Gönnern, Arzt beim Militär) liegen nur dürftige Quellen vor.
Ein erstes gesichertes Datum ist 1807. In diesem Jahr trat er eine Stelle als „Salinen-Physikus“ in Ischl an; das war eine Art Praktischer Arzt für die arbeitende Bevölkerung. Er erwarb sich große Verdienste durch das umfangreiche Impfen in der damals grassierenden Pocken-Epidemie.
Ab ca. 1820 beschäftigte Götz sich mit der Heilwirkung von warmer Sole, vor allem bei Rheumatismus und Hauterkrankungen von Salinenarbeitern. Er stützte sich dabei auf theoretische Schriften und Praxisberichte aus deutschen Solebädern, u. a. in Elmen (1803), Oldesloe (1813) und Rosenheim (1820). Parallel dazu eröffnete sein Physikus-Kollege Franz von Wolff ein Solebad in Gmunden. Der dritte Arzt im Bunde war Franz Wirer aus Wien, der sich ein Solebad für seine Privatpatienten wünschte.
Diese Fäden verwoben sich schließlich 1822 zum Start des Kurbetriebes in Ischl. Götz, seine Kollegen und der Salzbeamte Michael Tänzl richteten ein Haus mit Badestuben in der Nähe der Saline ein. Götz wurde erster „Kurdirektor“ und blieb es für die nächsten 17 Jahre, in denen er als Arzt und Organisator den Aufbau Ischls zu einem führenden Kurort begleitete. 1825 wurde er Ischler Ehrenbürger; sein Grab befindet sich auf dem Bad Ischler Friedhof. Seit 1898 ist die Götzstraße in Bad Ischl nach ihm benannt.

## Einzelnachweis
1. ↑  https://www.bad-ischl.ooe.gv.at/Leben_in_Bad_Ischl/Wissenswertes/Strassennamen. In: Stadt Bad Ischl. Stadtgemeinde Bad Ischl, abgerufen am 1. Januar 2025.

| Personendaten    | Personendaten                          |
| ---------------- | -------------------------------------- |
| NAME             | Götz, Josef                            |
| KURZBESCHREIBUNG | österreichischer Salinen- und Badearzt |
| GEBURTSDATUM     | 6. März 1774                           |
| GEBURTSORT       | Wien                                   |
| STERBEDATUM      | 3. Juni 1839                           |
| STERBEORT        | Ischl                                  |